# Чавес-Деремер, Лори
Лори Чавес-Деремер (англ. Lori Michelle Chavez-DeRemer; род. 7 апреля 1968 года) — американский политический и государственный деятель. Министр труда США с 10 марта 2025 года, являющейся бывшим представителем США в 5-м избирательном округе штата Орегон с 2023 года по 2025 год.
Чавес-Деремер проработала один срок в Палате представителей. Она является членом Республиканской партии. Она первая женщина-республиканец, представляющая Орегон в Палате представителей. Кроме того, она одна из первых двух испаноязычных женщин (наряду с Андреа Салинас), избранных в Конгресс США от Орегона.
22 ноября 2024 года Трамп выдвинул Чавес-Деремер на должность министра труда.

## Биография

### Образование
Чавес-Деремер окончила среднюю школу Ханфорд в округе Кингс, Калифорния. Она получила степень бакалавра в области делового администрирования в Калифорнийском государственном университете во Фресно

### Ранняя политическая карьера
Чавес-Деремер была избрана в городской совет Хэппи-Вэлли, штат Орегон, в 2004 году. Она была избрана мэром в 2010 году и переизбрана в 2014 году. Она занимала пост мэра до 2018 года.
В 2016 году, после того как действующий депутат Шемия Фейган решила не баллотироваться на свое место в 51-м избирательном округе Орегона, Чавес-Деремер подала заявку на участие в качестве республиканца и выиграла предварительные выборы без соперников. Она проиграла 564 голоса ресторатору Джанель Байнум на всеобщих выборах в ноябре, что стало самой дорогой гонкой в Палату представителей штата в Орегоне в 2016 году.
В июне 2017 года Чавес-Деремер сформировала политический комитет действий для изучения губернаторской заявки в 2018 году. В октябре 2017 года она объявила в видео на YouTube, что не будет баллотироваться на пост губернатора, тем самым освободив место для возможного кандидата Кнута Бюлера.
В марте 2018 года Чавес-Деремер объявила о своем намерении снова баллотироваться в Палату представителей по 51 округу. На республиканских праймериз она не встретила сопротивления. Она снова проиграла Байнум с перевесом в 2223 голоса.

### Палата представителей США

#### Выборы
2022
Чавес-Деремер выиграла республиканские праймериз в мае 2022 года в 5-м избирательном округе Орегона. Округ, который в течение семи сроков представлял умеренный демократ Курт Шрейдер, был значительно изменён при перераспределении округов после того, как Орегон получил место в Палате представителей. Он потерял свою долю побережья Тихого океана и столицу штата Сейлем, но протянулся дальше на юг, чтобы получить быстрорастущий Бенд. Шрейдер проиграл демократические праймериз прогрессивной Джейми Маклеод-Скиннер и отказался поддержать её на всеобщих выборах.
Чавес-Деремер победила Маклеод-Скиннер на всеобщих выборах 8 ноября.
И Чавес-Деремер, и Маклеод-Скиннер жили недалеко от округа во время выборов. Согласно Конституции США, члены Палаты представителей США должны быть резидентами своего штата, но не обязаны проживать в округе.
2024
Чавес-Деремер баллотировался на переизбрание в 2024 году против кандидата от Демократической партии Джанель Байнум. Гонка считалась одной из самых конкурентных в Палате представителей США и привлекла более 26 миллионов долларов внешних расходов. Гонка была объявлена для Байнум в пятницу, 8 ноября.

## Политические взгляды
The New York Times описывает Чавес-ДеРемер как «традиционного республиканца», которая позиционирует себя как независимого мыслителя.
Чавес-ДеРемер проголосовала за оказание поддержки Израилю после нападения ХАМАСа на Израиль в 2023 году.
Чавес-ДеРемер была одной из шести республиканцев, подписавших двухпартийное письмо, инициированное центристскими представителями Палаты представителей, в котором они обязались уважать результаты президентских выборов 2024 года.

## Личная жизнь
Чавес-ДеРемер замужем за Шоном ДеРемером, анестезиологом. Пара живёт в Хэппи-Вэлли и воспитывает двоих детей.
Чавес-ДеРемер — католик.